# Kayambis

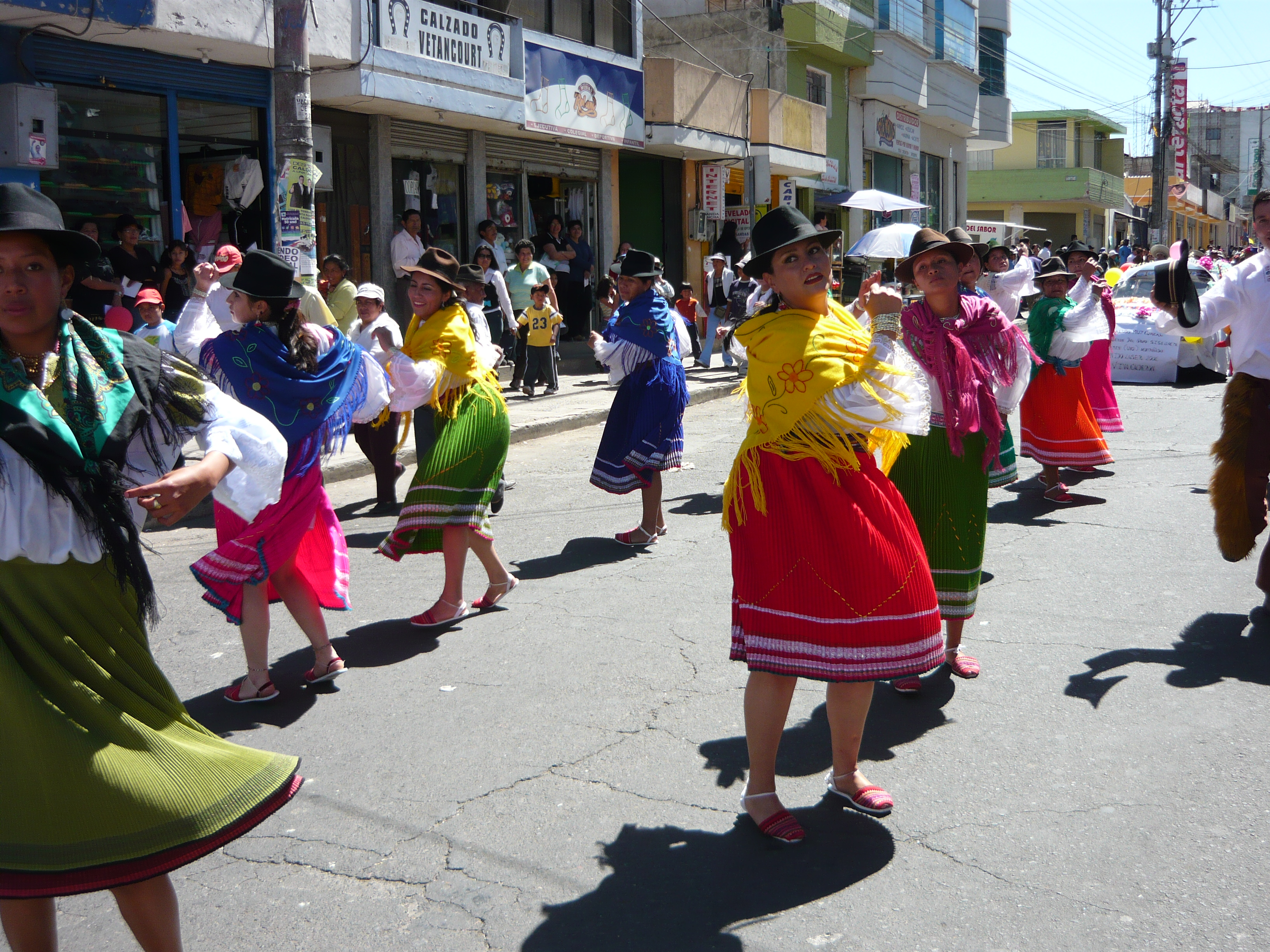
Le peuple Kichwa-Kayambi maintient ses traditions vestimentaires, musicales et orales, et les manifeste surtout pendant les jours fériés du calendrier andin.

Les kayambis sont l'un des peuples indigènes d'Équateur, appartenant à la nationalité kichwa. Ils vivent dans le sillon interandin et dans la cordillère orientale, dans les provinces d'Imbabura, Napo et Pichincha. Ce peuple compte 147 000 membres, dont 120 000 dans la province du Pichincha, 27 000 dans la province d'Imbabura et 350 dans le Napo. Ces habitants sont organisés en 131 communautés. Les principales activités des kayambis sont l'agriculture, l'élevage (en particulier les produits laitiers) et l'artisanat. 
Plusieurs kayambis sont, ou étaient, des dirigeants importants du mouvement indigène équatorien, dont Tránsito Amaguaña (1909-2009), Dolores Cacuango (1881-1971), et Humberto Cholango (1976- ). 